# Чемпіонат Німеччини з хокею 1930
Чемпіонат Німеччини з хокею 1930 — 14-й регулярний чемпіонат Німеччини з хокею, чемпіоном став клуб СК Берлін.
Матчі чемпіонату проходили 11 та 13 січня 1930 року в Берліні у місцевому Спортивному палаці.

## Попередній етап

### Група А
- СК Берлін — ХК Фюссен 8:1
- СК Берлін — Кенігсберг  4:1
- ХК Фюссен — Кенігсберг  4:1

| М  | Команда    | І | Пер | Н | Пор | Ш    | О |
| -- | ---------- | - | --- | - | --- | ---- | - |
| 1. | СК Берлін  | 2 | 2   | 0 | 0   | 12:2 | 4 |
| 2. | ХК Фюссен  | 2 | 1   | 0 | 1   | 5:9  | 2 |
| 3. | Кенігсберг | 2 | 0   | 0 | 2   | 2:8  | 0 |

Скорочення: М = підсумкове місце, І = ігри, Пер = перемоги, Н = нічиї, Пор = поразки, Ш = закинуті та пропущені шайби, О = набрані очки

### Група В
- СК Бранденбург Берлін — СК Ріссерзеє 3:1
- СК Бранденбург Берлін — Растенбург 5:1
- СК Ріссерзеє — Растенбург 6:0

| М  | Команда               | І | Пер | Н | Пор | Ш    | О |
| -- | --------------------- | - | --- | - | --- | ---- | - |
| 1. | СК Бранденбург Берлін | 2 | 2   | 0 | 0   | 8:2  | 4 |
| 2. | СК Ріссерзеє          | 2 | 1   | 0 | 1   | 7:3  | 2 |
| 3. | Растенбург            | 2 | 0   | 0 | 2   | 1:11 | 0 |

## Матч за 3-є місце
- ХК Фюссен — СК Ріссерзеє 3:0

## Фінал
- СК Берлін — СК Бранденбург Берлін 9:1

## Склад чемпіонів
Склад СК Берлін: Герхард Бол, Макс Гольцбоер, Густаф Юганссон, Еріх Ремер, Райгенхайм, Вернер Корфф, Альфред Генріх, Руді Бол, Гайнц Бол.